# Karina Christensen
Karina Christensen (* 1. Juli 1973) ist eine ehemalige dänische Fußballspielerin.

## Karriere

### Vereine
Christensen spielte im Seniorinnenbereich und bis 1995 zunächst für die in Hjørring in der Region Nordjylland ansässige Fortuna in der Elitedivision, der seinerzeit höchsten Spielklasse im dänischen Frauenfußball und gewann mit ihr 1995 das Double (Meisterschaft und nationaler Vereinspokal). Danach war sie ab der Spielzeit 1996 für den in der Kommune Rødovre ansässigen Rødovre Boldklub aktiv.

### Nationalmannschaft
Für die A-Nationalmannschaft bestritt sie 14 Länderspiele, ohne zuvor in einer der Nachwuchsnationalmannschaften gespielt zu haben. Sie debütierte am 14. März 1995 im ersten ihrer zwei Gruppenspiele im Turnier um den Algarve-Cup; das Spiel gegen die Nationalmannschaft Portugals endete mit 5:0. Im zweiten Gruppenspiel, beim 3:0-Sieg über die Nationalmannschaft Finnlands in Portimão zwei Tage später, erzielte sie mit dem Treffer zum Endstand ihr einziges A-Länderspieltor. Aus der Gruppe B als Sieger hervorgegangen, spielte sie für ihre Mannschaft auch am 19. März im Finale, das in Loulé erst nach der Verlängerung mit 2:3 gegen die Nationalmannschaft Schwedens verloren wurde. Vier weitere Spiele folgten im Jahr darauf; das Turnier wurde auf dem vierten Platz nach der 1:2-Niederlage im Spiel um Platz 3 gegen die Nationalmannschaft Chinas beendet. Des Weiteren wurde sie im vierten und fünften Spiel der WM-Qualifikationsgruppe 4 in der Klasse A (7:0 gegen Portugal, 2:1 gegen Russland am 16. Mai und 22. August 1998) eingesetzt und gehörte – für die Weltmeisterschaft 1999 in den Vereinigten Staaten qualifiziert – dem Kader an (wie auch 1995 – jedoch ohne WM-EInsatz); ihr einziges WM-Endrundenspiel bestritt sie am 19. Juni mit dem ersten Spiel der Gruppe A, dass gegen die US-amerikanische Nationalmannschaft mit 0:3 in East Rutherford verloren wurde. Gegen diese Nationalmannschaft kam sie bereits am 25. Juli 1998 im Rahmen der Goodwill Games in Hempstead im Stadion der Hofstra University auf Long Island bei der 0:5-Niederlage zum Einsatz. Ihre einzigen drei in Freundschaft ausgetragenen Länderspiele gegen die Nationalmannschaften Deutschlands (1:3; am 22. April 1999 in Saarbrücken), Schwedens (0:4; am 19. Mai 1999 in Jönköping) und Englands (0:1; am 22. August 1999 in Odense) wurden allesamt verloren. Gegen die Engländerinnen bestritt sie ihr letztes Länderspiel.

## Erfolge
Nationalmannschaft
- Algarve-Cup-Finalist 1995

Fortuna Hjørring
- Dänischer Meister 1995
- Dänischer Pokal-Sieger 1995